# Радома
Радома (словац. Radoma) — село в Словаччині, Свидницькому окрузі Пряшівського краю. Розташоване в північно-східній частині Словаччини в Низьких Бескидах в долині річки Радомка.
Уперше згадується у 1272 році.

## Пам'ятки
У селі є парафіяльний римо-католицький костел Діви Марії Розарієвої з 1792—1797 років у стилі класицизму, перебудований у 1874 році та 60—их роках 20 століття. З 1963 року національна культурна пам'ятка.

## Населення
| Рік:            | 1993 | 2003    | 2013    | 2023    |
| --------------- | ---- | ------- | ------- | ------- |
| Кількість осіб: | 430  | 444     | 437     | 422     |
| Різниця:        |      | +3,25 % | -1,57 % | -3,43 % |

| Рік:            | 2022 | 2023    |
| --------------- | ---- | ------- |
| Кількість осіб: | 417  | 422     |
| Різниця:        |      | +1,19 % |

В селі проживає 445 осіб.
Національний склад населення (за даними останнього перепису населення — 2001 року):
- словаки — 98,00 %
- русини — 0,67 %
- українці — 0,22 %
- поляки — 0,22 %

Склад населення за приналежністю до релігії станом на 2001 рік:
- римо-католики — 89,80 %,
- греко-католики — 9,31 %,
- православні — 0,22 %,
- не вважають себе віруючими або не належать до жодної вищезгаданої церкви — 0,67 %